# Palazzo dei Commissari o del Pretorio

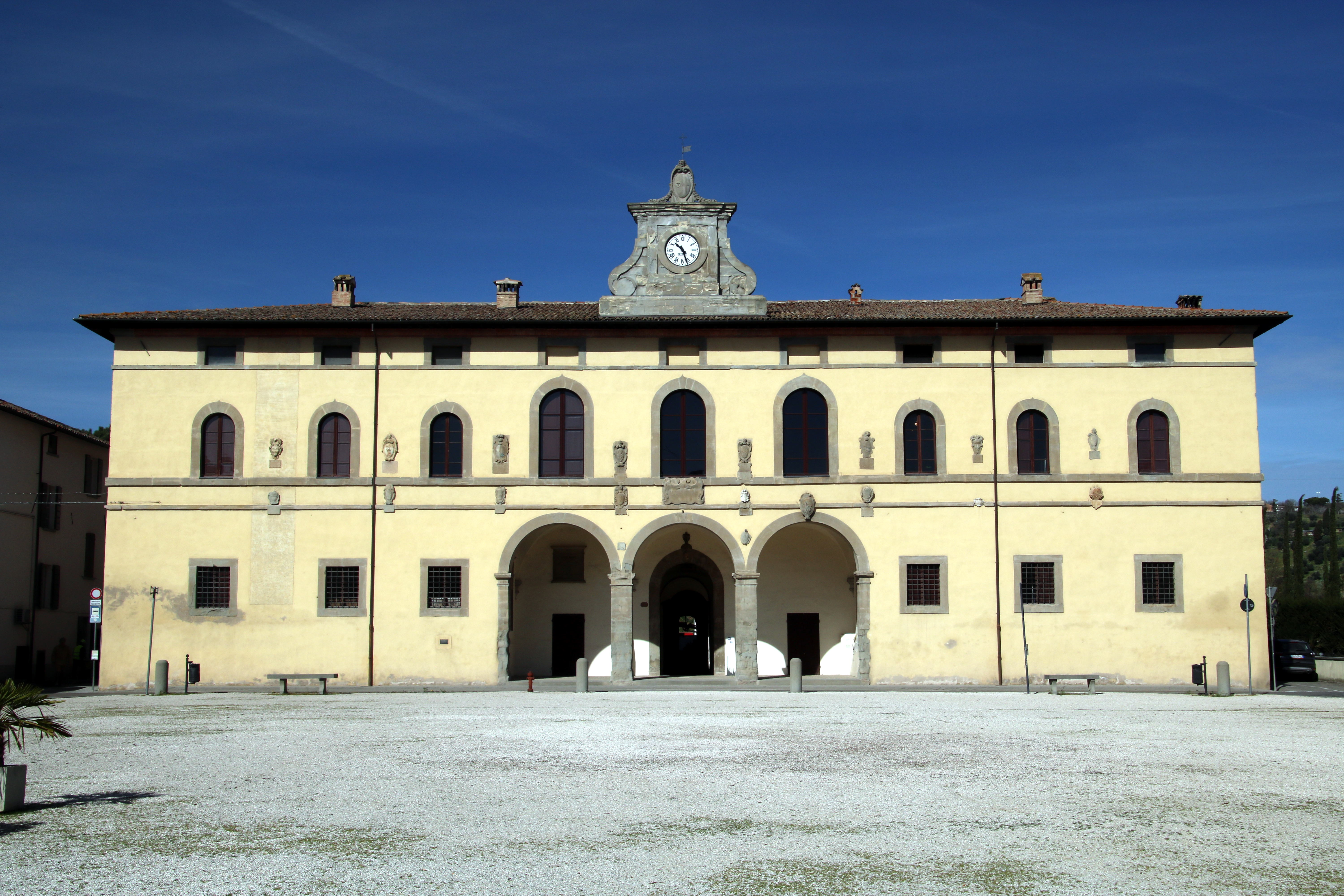
Palazzo dei Commissari o del Pretorio in Terra del Sole

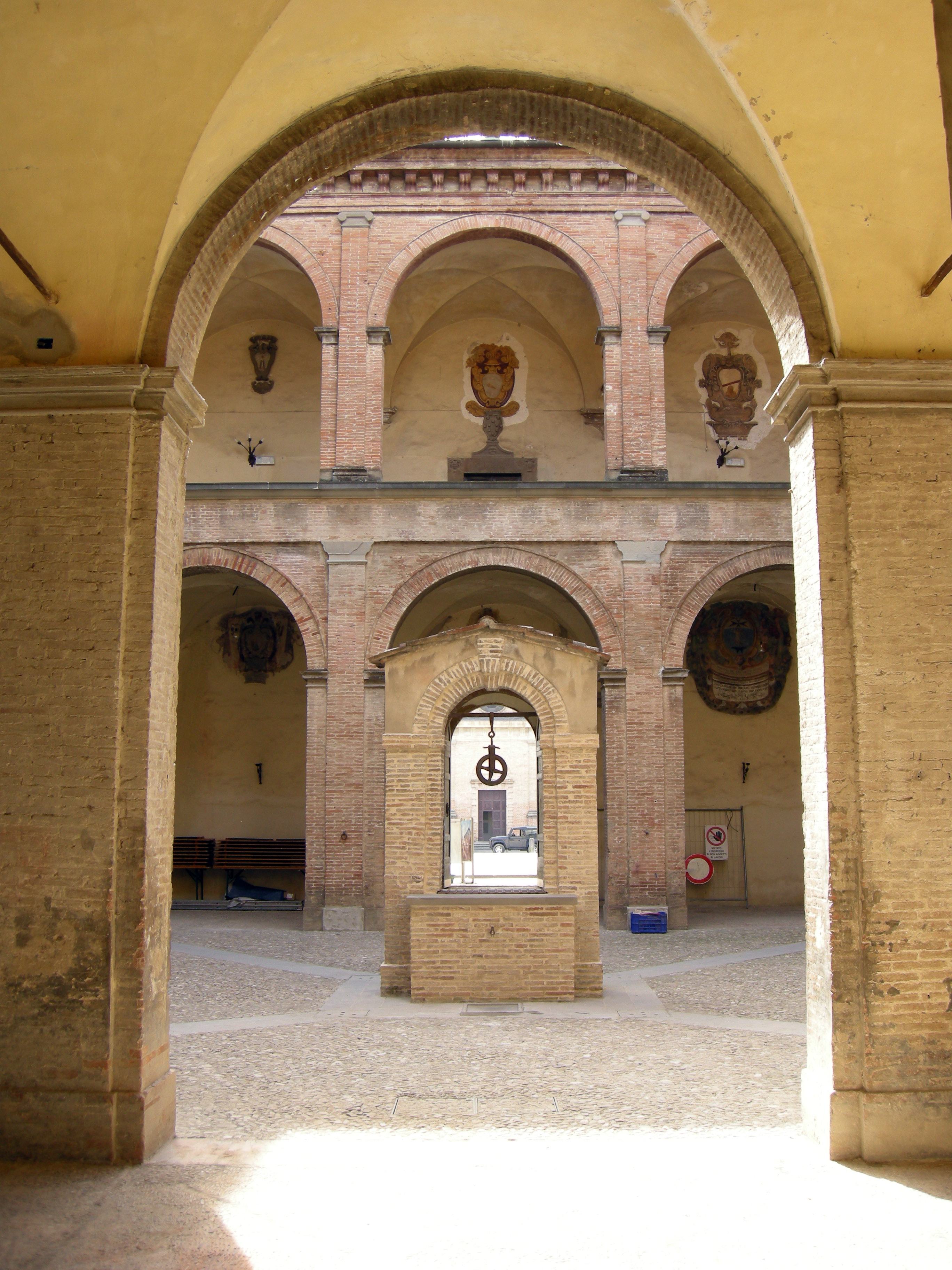
Innenhof

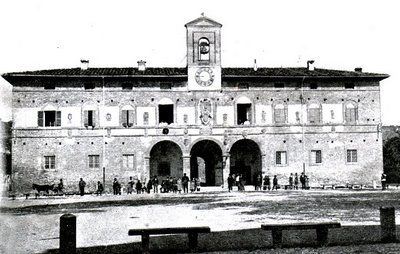
Der Palast Ende des 19. Jahrhunderts

Der Palazzo Pretorio o dei Commissari granducali ist ein Renaissancepalast in Terra del Sole in der italienischen Region Emilia-Romagna. Er war der Sitz des Gerichtes der letzten Instanz für die gesamte Romagna-Toskana, bei dem man bei allen Zivilverfahren der verschiedenen Kapitanaten der Provinz Berufung einlegen konnte. Baldassare Lanci projektierte das Gebäude.

## Beschreibung
Das klassische Beispiel eines Renaissancegebäudes hat einen quadratischen Grundriss und einen Innenhof, der durch eine dreifache Vorhalle mit zwei Säulenreihen begrenzt wird.
Im Erdgeschoss, links des Eingangs, waren das Vestibulum und der Saal der Prima Udienza (dt.: Erste Anhörung), also das Zivilgericht, und im Anschluss daran die Räumlichkeiten des Notare civile (dt.: Notar) auf derselben Seite; auf der rechten Seite der Treppe waren die „öffentlichen“ und „zivilen“ Gefängniszellen, deren letzte für Frauen reserviert war.
Rechts des Eingangsgewölbes gelangte man zur Banco del Cancelliere (dt.: Schreibzimmer des Kanzlers) und zum Saal der Seconda Udienza (dt.: Zweite Anhörung), also das Strafgericht; ebenfalls auf rechten Seite des Palastes waren die „geheimen“ oder „Kriminal“-Gefängniszellen, über denen sich die Räume des Polizeihauptmanns und des Richters befanden. Der Kommissar, der die Anhörungen präsidierte, hatte sein Büro im oberen Stockwerk in der rechten Ecke mit Fenstern zum Platz hinaus, wogegen der Salon des Kommissars den mittleren Teil hinter den drei großen Fenstern der Fassade belegte. Auf der Rückseite gab es im Erdgeschoss zwei große, freie Plätze mit Tonnengewölbe auf beiden Seiten des Ausgangs, in denen die Stallungen und das Lager für die Mittel des Polizeihauptmanns untergebracht waren. Die in Terra del Sole stationierten Soldaten dagegen mussten ihre Strafen in einem Gefängnis in der Nähe der Wachabteilung der Burg des Kapitäns absitzen.
Der Palast ist heute Sitz des Museo dell’Uomo e dell’ambiente (dt.: Museum des Menschen und der Umwelt) sowie des Fremdenverkehrsvereins Terra del Sole.

### Die Gefängniszellen
Die sieben „geheimen“ Karzer liegen im Erdgeschoss und im Zwischengeschoss des rechten Flügels des Palastes, die beiden „öffentlichen“ Karzer auf der linken Seite neben der Treppe unter der Vorhalle.
Aus den Dokumenten der Kriminalfälle des historischen Gemeindearchivs stammen die identifizierenden Namen der einzelnen Gefängniszellen.
Die drei Zellen im Erdgeschoss wurden genannt:
- secreta terrena, genannt „la chiocciola“ (dt.: Die Wendeltreppe) oder auch secreta a capo di scale (dt.: Zelle am Kopf der Treppe); beide Namen sind darauf zurückzuführen, dass die Zelle sich am Fuß der doppelt gewendelten Treppe befand;
- secreta da basso, genannt il cannone (dt.: Die Kanone);
- Zelle namens la piana (dt.: Die Ebene).

Die drei Zellen im Zwischengeschoss wurden genannt:
- Zelle namens „l’inferno“ (dt.: Die Hölle), das Strafgefängnis ohne Außenfenster;
- Zelle der „camorcina“, die ursprünglich die Funktion einer Kapelle gehabt zu haben scheint (bis 1622 die Kapelle im Hauptgeschoss des Palastes gebaut wurde);
- „secreta grande“ namens „il secretone“ (dt.: große Zelle)

Die siebte Zelle mit Zugang nur von der Wendeltreppe aus wurde lumaca (dt.: Schnecke) genannt, aber auch il paradiso (dt.: Das Paradies).
Die beiden „öffentlichen“ Karzer hießen:
- cameraccia pubblica (dt.: Öffentliches Kämmerchen) oder prigione pubblica (dt.: Öffentliches Gefängnis);
- carceri pubbliche delle donne (dt.: Öffentliches Frauengefängnis).

Die „geheimen“ Zellen waren sehr enge Räumlichkeiten (etwa 15 m² Fläche), verschlossen mit schweren, niedrigen Türen aus Eichenholz, versehen mit Eisenplatten und einem Guckloch in der Mitte, sowie einem sehr schweren Riegel, alle mit Tonnengewölbe. Man findet dort sehr zahlreiches Gekritzel, Zeichnungen, Graffiti, gemalt mit Blut oder dem Ruß der Lampen.
Die Zellenfenster der „geheimen“ Zellen besitzen Stufengewände mit doppelten Gittern und mit Blei versiegelten Doppelgelenken.